# 方志恒 (1952年)
方志恒（1952年5月—），男，安徽枞阳人，中华人民共和国工人、政治人物。

## 生平
1972年参加工作，为池州地区水泥厂工人。1981年5月加入中共。1993年11月担任贵池市人民政府副市长。1997年12月当选为贵池市市长。随着贵池市在2000年10月改为贵池区，方志恒成为贵池区第一任区长。2001年3月，任池州市人民政府副市长。2012年2月27日，任池州市政协主席。2015年9月29日，因年龄原因退休，辞去池州市政协主席一职。现居于贵池。

## 荣誉
- 1992年4月29日，安徽省劳动模范[7]
- 1998年全国科技兴县先进个人[8]